# 山王薬品
有限会社　山王薬品（さんおうやくひん）は、かつて存在した島根県松江市に本社を置く医薬品・防疫剤の卸売業者である。現在の「常盤薬品」。

## 会社概要
- 商号：（有）山王薬品
- 本社：島根県松江市西津田町浜の前157-4
- 創立：昭和34年1月1日
- 資本金：140万円
- 代表取締役社長　神野慎（当時「常盤薬品」の取締役兼務）
- 監査役　枝広省三（当時「常盤薬品」の代表取締役社長兼務）
- 年間売上　4,000万円

## 沿革
- 昭和34年1月1日島根県松江市灘町221に「有限会社山王薬品」を資本金140万円で設立
- 昭和41年本社を松江市西津田町浜の前157-4に移転
- 昭和41年「松江南出張所」開設（島根県松江市東津田浜の前）
- 昭和44年9月 山口県の「常盤薬品」が吸収合併し「常盤薬品株式会社・松江出張所」として発足「山王薬品・松江南出張所」廃止

## 備考
- 山口県宇部市に本社を置く「常盤薬品」の県外子会社として設立

## 主な取引先
- 島根県内の全市町村・松江市内の開業医

## 営業所
- 山王薬品・松江南出張所